# QuietComfort
QuietComfort（クワイエットコンフォート）は、アメリカの音響機器メーカー・ボーズが発売したノイズキャンセリングヘッドホン。

## 概要
ヘッドホンに搭載されたマイクで外部音を拾い、その位相を逆にした音をヘッドホンから出力してノイズの低減を図っている。安全上、中音域（人の声など）の部分はあえてノイズキャンセリングを行わないようになっている。
なお、QuietComfort 各製品は、正式な製品名には「Acoustic Noise Cancelling headphones」が付くが、本項では便宜的にこれを省略する。また、ユーザや販売店スタッフは「QC」と略して呼ぶ事も多い（本項でもこの略称を一部用いる）。
日本では、2006年のトリノオリンピックフィギュアスケート競技において、荒川静香選手が練習中に装着している映像が幾度も放映され認知され始めた。

## QuietComfort

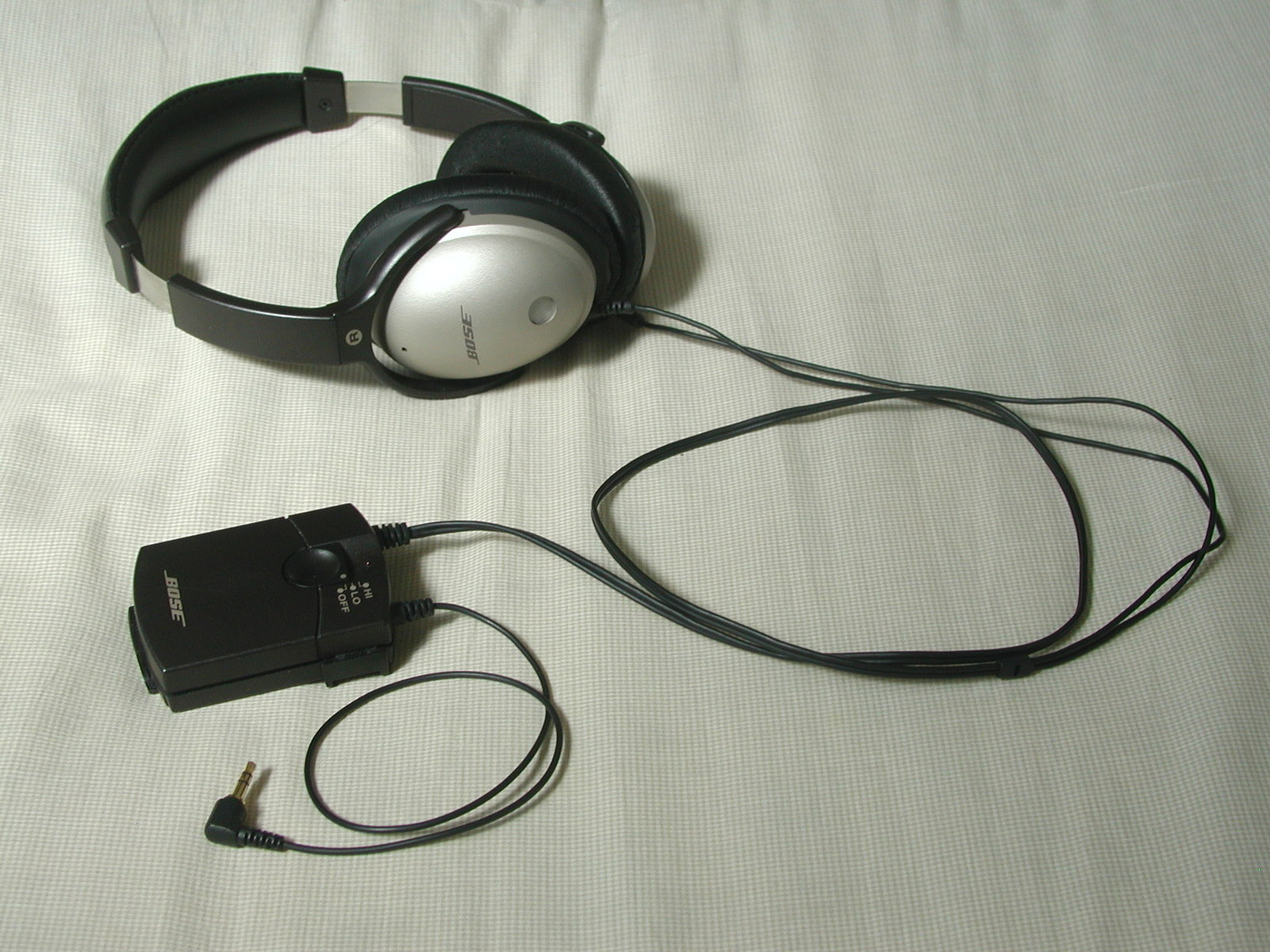
Bose QuietComfort

ヘッドホンとは別に、単4乾電池2本とノイズを低減する電子回路を搭載したバッテリーボックスで構成される。2000年にリリースされた。
初代はこのバッテリーボックスの取り回しが悪く不評であったため、後に発売したQC2やQC3ではバッテリーボックスがヘッドホン部分に内蔵されている。

## QuietComfort 2

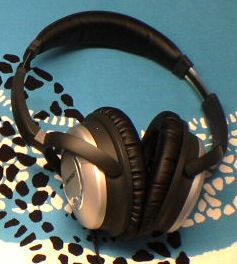
QuietComfort 2（初期モデル）

2003年に発売開始された。初代との大きな差はバッテリーであり、単4電池1本がイヤーマフ部分に内蔵されるように改良された。左出しのケーブルは本体側で取り外しができ、このプラグ位置にインピーダンス調整用のスライドスイッチを備える。また、航空機オーディオ用のデュアルプラグ、ステレオ標準プラグアダプタ、そしてキャリングケースが付属する。重量は約170g。価格（直販価格）は41,790円。本体色は当初シャンパンゴールドであり、稼働時間は35時間程度であった。
2005年にはマイナーチェンジがなされ、かねてより指摘されていたプラスチック部分の耐久性が向上し、破損しにくくなった。他には、稼働時間が38時間と長くなり、また本体色がシルバーに改められた。後継機種のQC15の発売に先立って製造中止となる。

## QuietComfort 3

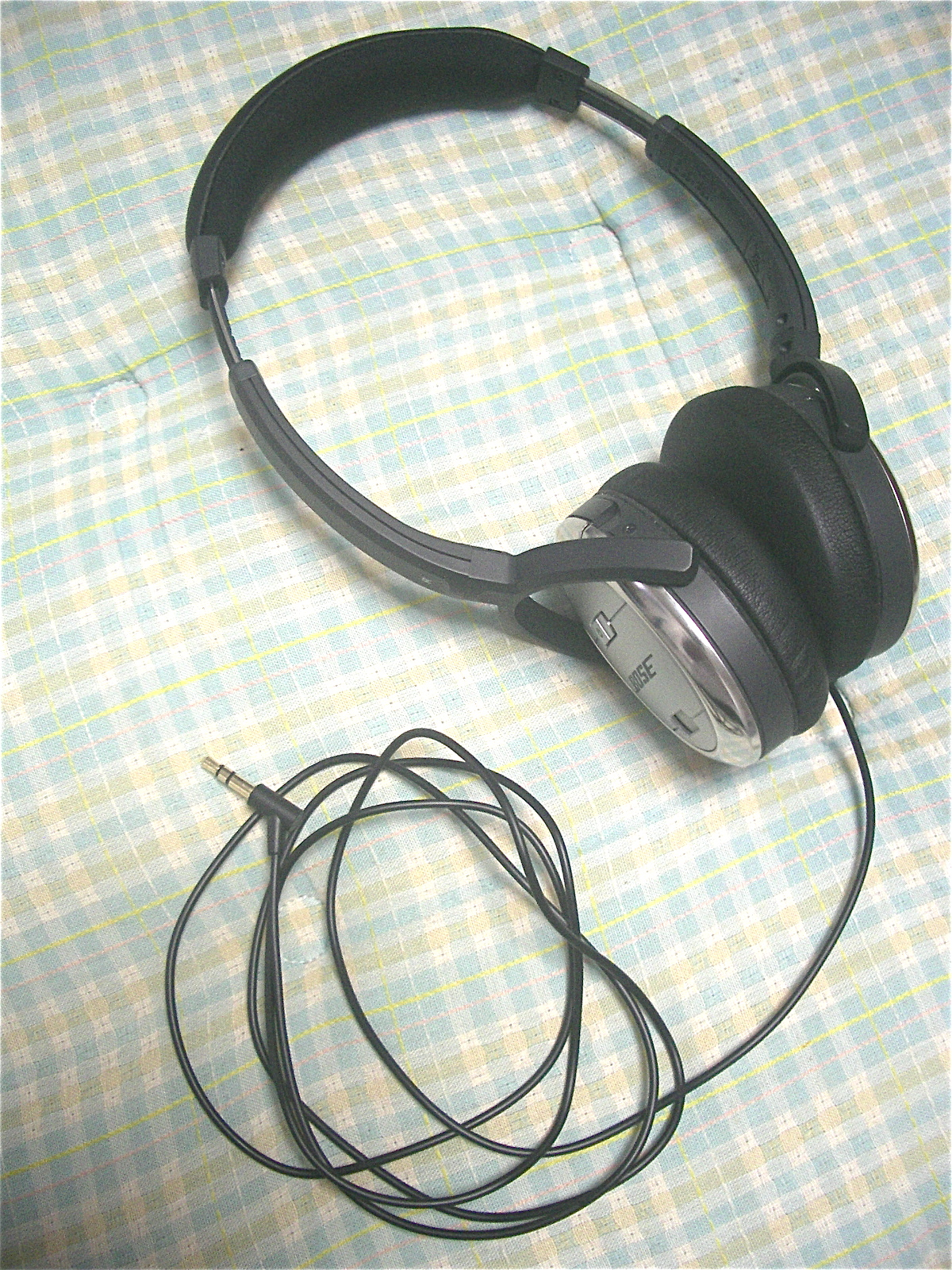
QuietComfort 3

2006年発表。QC2のノイズキャンセル機能や音質は損なわず、大幅に小型・軽量化された（170gのQC2に対し、QC3は150g）。耳をすっぽりと覆うアラウンドイヤータイプの今までのモデルとは異なり、イヤーパッドを耳に押し付けるオンイヤータイプを採用。また、駆動方法も単４乾電池で動くQC2に対して、専用のリチウム充電池を採用し充電用アダプタも付属している。その他はQC2と同様にキャリングケースと航空機オーディオ用のデュアルアダプタが付属する。但し、ステレオ標準プラグアダプタは廃止された。価格（直販価格）はQC2の41,790円よりも高く、47,250円となる。
2012年5月22日には、標準添付品の追加が発表された。これまでのケーブルの他に、iPod・iPhone・iPad対応のマイク・リモコン付きケーブルが付属となる。これは3つのボタンで音量調節、音楽の再生/一時停止/スキップ操作や、電話の着信応答/終話の操作ができるもので、対応機種（当時）はiPhoneが3GS以降、iPod touchが第2世代以降、iPod nanoが第4世代以降、iPod classicが120GB/160GBモデル、iPadは初代から全てが対応となっている。同月25日から販売開始。価格は変更無し。

## QuietComfort 15
2009年9月30日発表、販売開始。QC2の後継機としてノイズキャンセル機能を大幅に向上させたモデル。型番の数字が「15」になったのもこのキャンセル能力の飛躍的な進歩を表し、機能追加による効果の高さを示している。また価格（直販価格）は41,790円から39,900円と値下げされた。
QC2との相違点は、外観についてはハウジング部中央にある楕円形のリングパーツの上部に3つの穴が空いたこと、ハウジング下部に“QuietComfort 15”の型番表示がされたことで、それ以外はQC2を踏襲している。内部設計についてはノイズ検出用のマイクを内側に設置していた（フィードバック方式）が、QC15では外側にもマイクを設置し両側をそれぞれ連動させて高いキャンセル能力を実現している（外側にマイクを設置するのはフィードフォワード方式と呼ぶが、BOSEではそれら2つとは異なる全く新しい技術と説明している）。その他、駆動時間がQC2のマイナーチェンジ後のモデルの38時間から、それ以前のモデルと同等の35時間に若干減った。またマイクの追加により、QC2の170gに対し、190gと若干重量増となった。
2011年6月21日には、標準添付品の追加が発表され、上述のQC3と同様のマイク・リモコン付きケーブルが付属となった。価格も同様に変更はなく3万9900円のままである。同月23日から発売された。
2012年10月11日には、数量限定モデルとして、本体色がメタリックブルーのモデルが発表され、予約販売が受付開始となった。これに先立ち既存のシルバーモデルが31,500円に値下げされており、この限定モデルも同価格に設定されている。ケーブルの数や機能はこれ以前と同じになる。同月19日発売開始。
2013年9月13日には、Limited Edition と称する限定モデルが発表され、予約販売が開始開始となった。本体色がスレートグレーとブラウンのツートンカラーで、付属のキャリングケースにレザーが採用されている。価格はこれ以前と変わらず、また標準カラーと同額の31,500円である。同月27日販売開始。
同年10月29日には、BOSE既存直営店21店に加えて新たに2店舗がオープン（表参道ヒルズに11月29日、千葉県のイオンモール幕張新都心に12月20日）することが発表されたが、これを記念したQC15の数量限定カラーモデル発売が発表された。「Special Edition」と名付けられ、Abyss Blue、Fossil、Cranberry、Graphite、Carbon Blackの5色が各色20台（合計100台）用意され、新規オープンの2店のみで販売される。価格は42,000円で、仕様は既存シルバーモデルと同じである。

## QuietComfort 20
2013年9月発表・発売。これまでのヘッドバンド付きヘッドフォンではなく、カナル型のイヤフォンである。Androidスマートフォン向けの「QuietComfort 20」と、iPhone向けの「QuietComfort 20i」と2製品が用意される。価格（直販価格）は共に31,500円である。NC機能を継続しながら、マイクで集音した外部の音を聴ける「Awareモード」が搭載されている。
イヤフォンハウジングの外・内両側に合計2個のマイクが搭載されているのはQC15と同様であるが、ノイズキャンセリング回路はケーブルの途中にあるコントロールモジュール内に配置されている。このコントロールモジュールでは、モード切り替え、音量調整、通話応答・終話、音楽再生や停止などの操作を行う事ができる。

## QuietComfort 25
QuietComfor 15の後継機。単四乾電池を使用する。

## QuietComfort 35
QuietComfort 25の後継機。Bluetooth対応の無線タイプヘッドホン。
電池充電式になる。

## QuietComfort 45
QuietComfort 35の後継機。Bluetooth対応の無線タイプヘッドホン。
電池充電式であり、充電端子がUSB-BからUSB-Cに変更。
本機より、外音取り込みモードが追加されている。